# Gilde Sint Dionysius

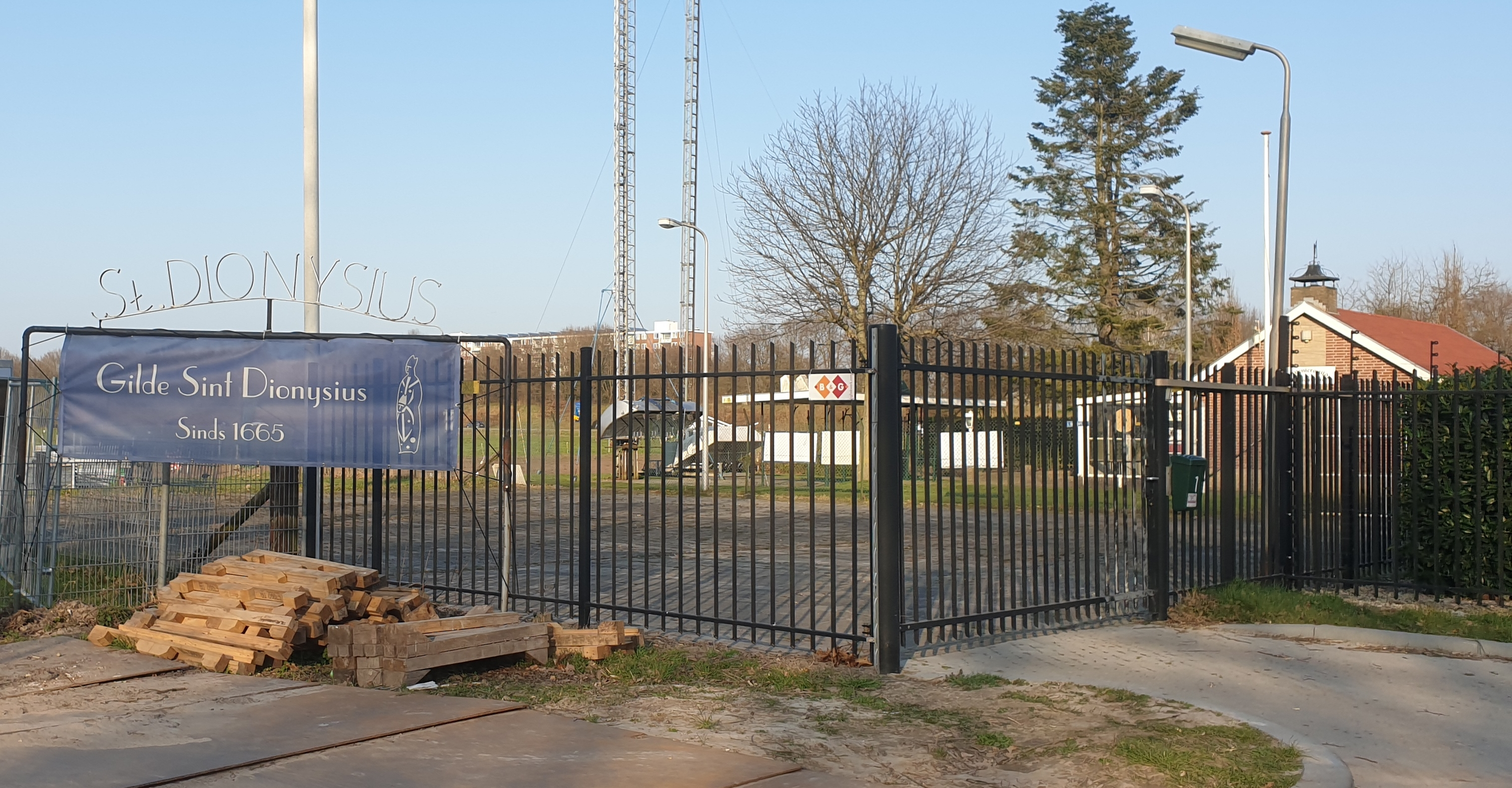
Gilde Sint Dionysius

Gilde Sint Dionysius is een schutterijgilde in Tilburg. Het kolveniersgilde Sint Dionysius is op 6 januari 1665 opgericht door een aantal notabelen uit Tilburg. Het broederschap werd ingesteld met toestemming van de toenmalige Vrouwe van Tilburg ende Goirle met als doel "het oefenen met de bussche ofte roere, tot een eerlijcke exercitie ende omme daer aff handelinge te krijgen" In die tijd waren in Tilburg het Sint Jorisgilde en het Sint Sebastiaangilde actief.
De gildebroeders van de nieuw opgerichte schutterij hingen de protestante godsdienst aan. De leden van het nieuwe gilde hadden belangrijke functies die, na de Vrede van Münster, in Brabant slechts weggelegd waren voor protestanten. Enkele jaren na de oprichting duikt in de boeken plotseling op dat het gilde zich onder de bescherming van Sint Dionysius stelde. De keuze van Sint Dionysius (bisschop van Parijs) wordt niet als vreemd gezien omdat dit ook de stadspatroon was en de beide parochiekerken onder zijn patroon vielen.

## Vriendschap met Willem II der Nederlanden

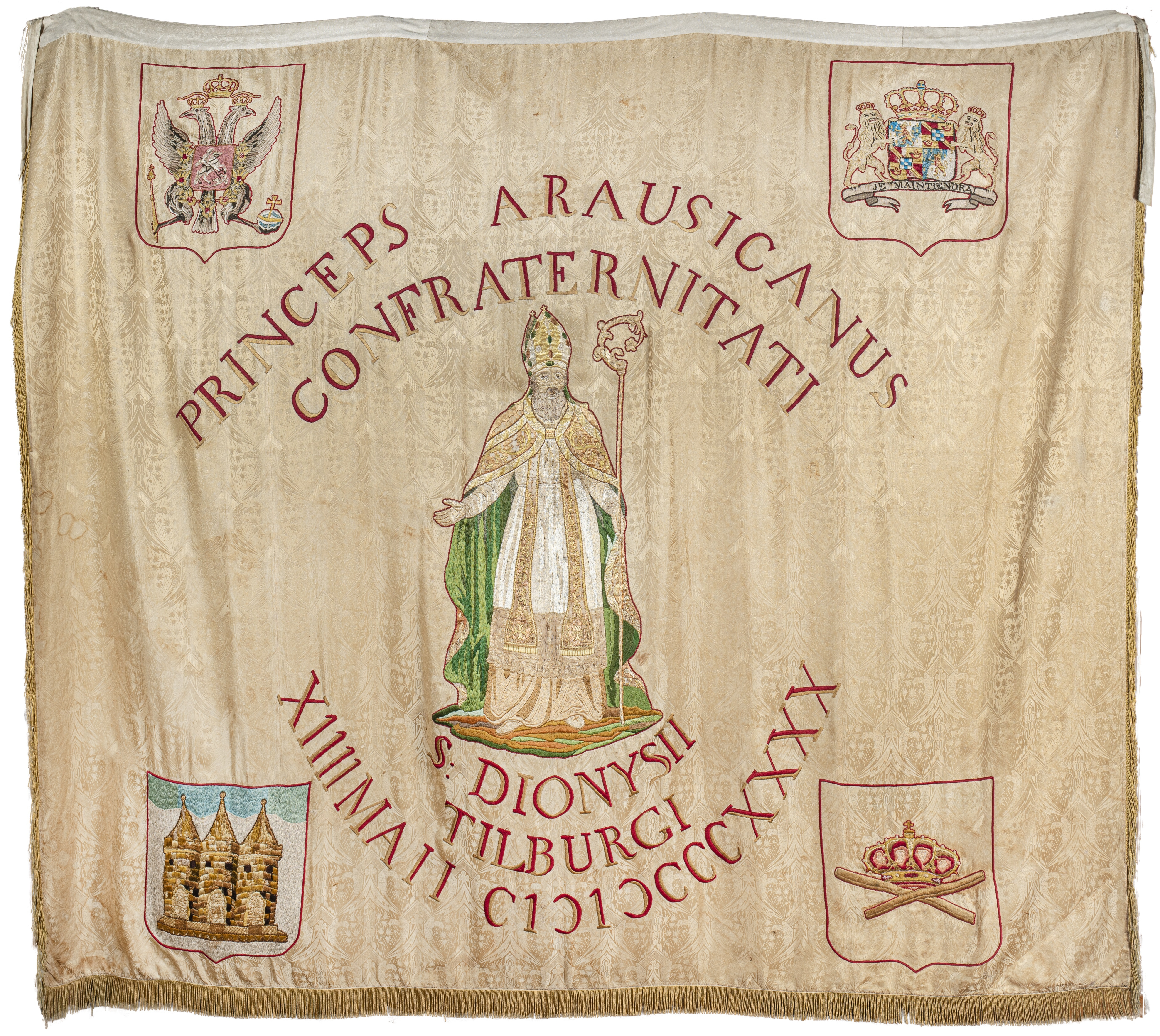

Het gilde had een vriendschappelijke band met koning Willem II der Nederlanden. Dit kwam tot uiting door de schenking van een vaandel op 14 mei 1840 aan de toenmalige kroonprins Willem II. Op het vaandel staat de 'Latijnse tekst: "PRINCEPS ARAUSICANUS CONFRATERNITATI S. DIONYSII TILBURGI" hetgeen betekent "De Prins van Oranje aan de broederschap van Sint Dionysius in Tilburg." Op het vaandel staat ook de datering van schenking in Romeinse cijfers: XIIIIMAII CIƆIƆCCCXXXX, ofwel 14 mei 1840. Het Gilde Sint Dionysius heeft het vaandel tot midden jaren negentig van de 20e eeuw meegevoerd. Het vaandel was mettertijd kwetsbaar geworden en langer gebruik van het vaandel was niet meer verantwoord. Het vaandel is hierom op 16 april 1994 in bruikleen overgedragen aan de gemeente Tilburg en heeft toen zijn huidige plaats gekregen in de hal van het Paleis-Raadhuis. 
Gedurende de hele geschiedenis is het gilde actief geweest en heeft de aloude gildedoelstelling "Voor God, Koningin en Vaderland" steeds op eigentijdse wijze ingevuld. Het gilde verzorgde onder andere de begrafenis van de armlastigen, hiervoor kreeg het gilde een vergoeding vanuit de gemeentekas.